# Alke
En la mitología griega, el nombre Alke ("destreza, coraje" Ἁλκή), también transcrito como Alce, puede referirse a:
- Alke, el espíritu y la personificación del concepto abstracto de coraje. Solo aparece descrita en la Ilíada: «A ambos lados de los hombros se echó la floqueada égida terrible, cuyo contorno entero está aureolado por la Huida (Deimos); en ella está la Disputa (Eris), el Coraje (Alce),[1] el gélido Ataque (Yoque), en ella está la cabeza de Górgona, terrible monstruo, espantosa y pavorosa, prodigio de Zeus, portador de la égida».[2][3]
- Alke, hija de Cibeles y Olimpo. Se le dio el segundo nombre de Cibeles, como su madre.[4]
- Alke, una amazona.[5]
- Alke, uno de los perros de Acteón.[6][7]

## Ences externos
- El Diccionario Mitológico - AI

- Datos: Q122818397